# St. Anna im Höselwang

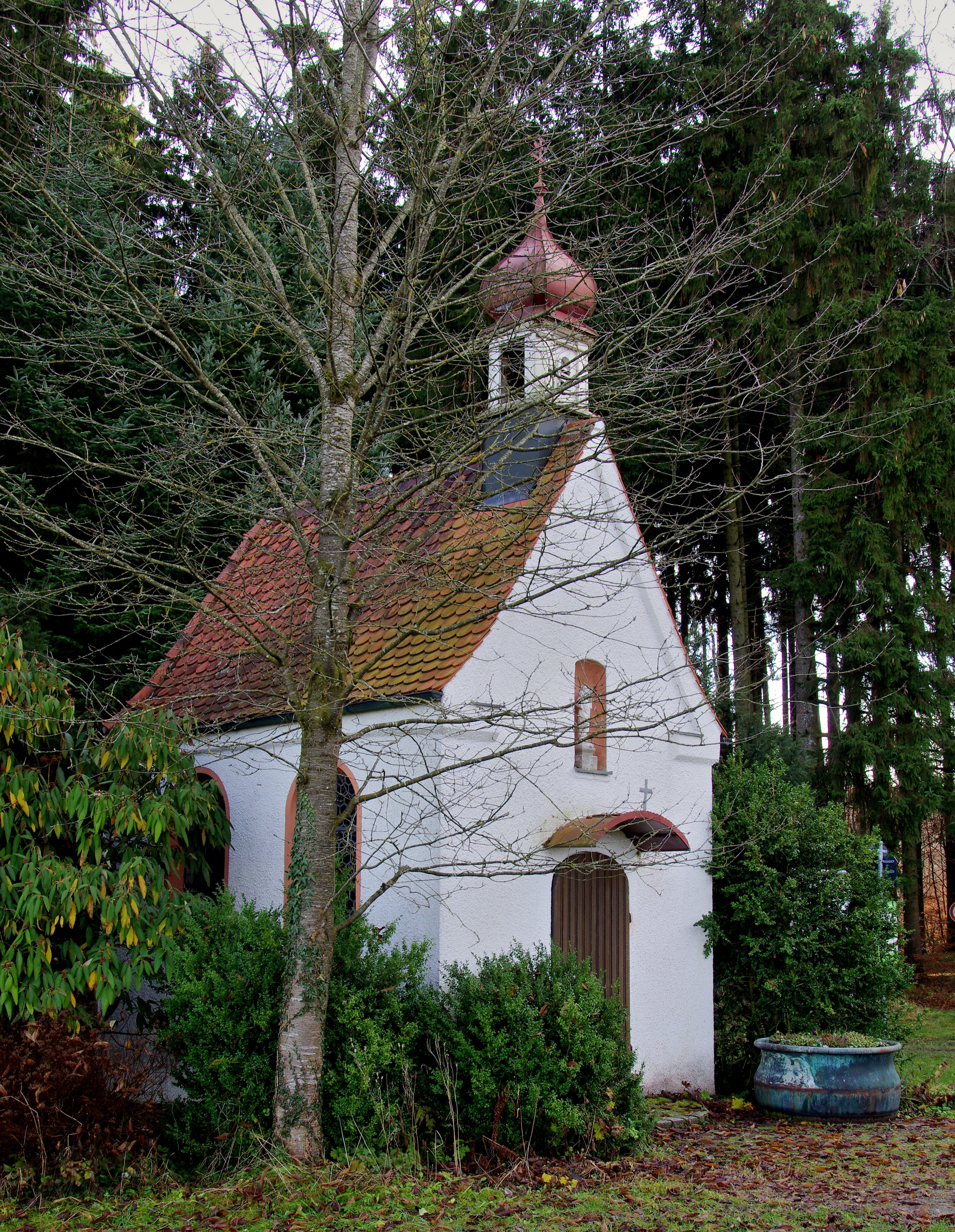
Die Kapelle St. Anna im Höselwang

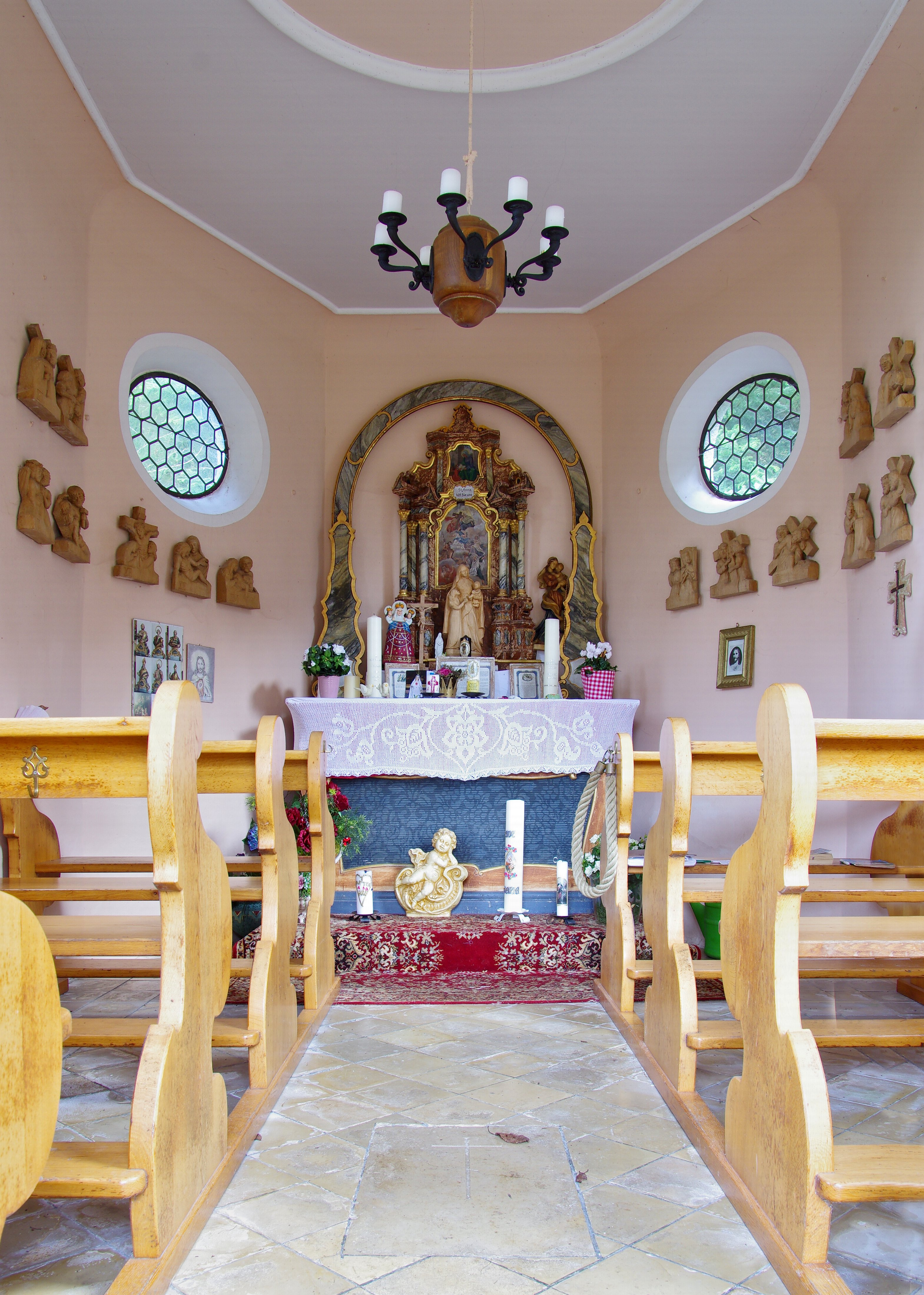
Blick in die Kapelle St. Anna im Höselwang

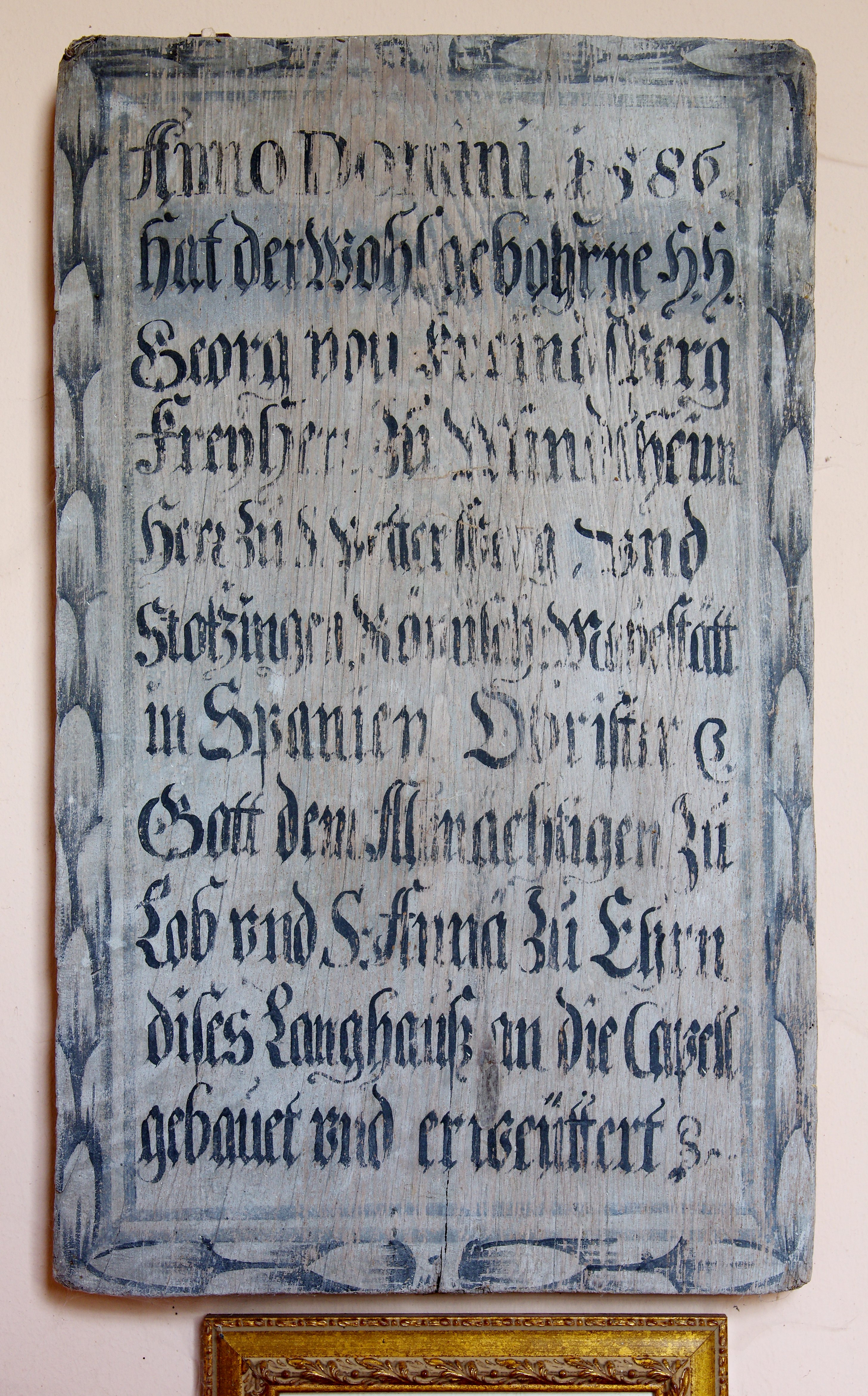
Stiftungstafel in der Kapelle

St. Anna im Höselwang ist eine römisch-katholische Kapelle in Sankt Anna, einem Ortsteil der oberschwäbischen Kreisstadt Mindelheim im Landkreis Unterallgäu. Sie befindet sich östlich des Waldrestaurants St. Anna.

## Geschichte
Für die erste Kapelle erteilte der Augsburger Bischof Heinrich von Lichtenau am 27. September 1514 die Erlaubnis zum Bau. Der Anlass für den etwa vier Kilometer östlich der Stadt inmitten der Waldlandschaft liegenden Kapellenbau ist nicht bekannt. Nach einer Legende ließ Georg I. von Frundsberg die Kapelle 1526 ex voto erbauen. Die Angst vor der Pest, die damals viele seiner Soldaten in Italien hinwegraffte, bewog ihn angeblich dazu. Georg II. von Frundsberg ließ 1586 das Langhaus anbauen. Die Sakristei und das Glockentürmchen kamen 1599 hinzu. Die Ziel einer regen Wallfahrt gewordene Kapelle hatte laut einer Nachricht von 1638 einen Hochaltar, zwei Nebenaltäre und einen Kreuzaltar. Die Schweden zerstörten 1804 die Kapelle. Danach wurde der Kreuzaltar entfernt. 1816 wurde die Kapelle wegen Baufälligkeit abgebrochen. Die heutige Kapelle wurde 1926 erbaut.

## Baubeschreibung
Die Kapelle ist ein Neubau im neubarocken Stil. Sie ist ein dreiseitig geschlossener Raum mit Flachdecke. In der Deckenmitte befindet sich ein Stuckring. Beiderseits sind zwei korbbogige Fenster in die Wände eingelassen. In den Schrägachsen befinden sich Querovalfenster. Am Westende des Firstes ist ein hölzerner Dachreiter mit einer Zwiebelhaube angebracht.

## Ausstattung
Der Altar besitzt einen neubarocken Stipes mit einem gefassten, hölzernen Hausaltar aus den Jahren 1720 bis 1730. Die reizvolle Arbeit besitzt einen sechssäuligen Aufbau mit einem volkstümlich-barocken Altarbild der Heiligen Anna, Johannes Baptista sowie Petrus und Paulus vor einer Immaculata. Darüber befindet sich die Dreifaltigkeit. Im von Pilastern und Voluten besetzten Altarauszug befindet sich ein kleines Gemälde aus dem 19. Jahrhundert, das die heilige Anna mit dem Marienkind darstellt. Eine Gipskopie der im Museum in Mindelheim befindlichen Alabasterfigur der heiligen Anna selbdritt von etwa 1500 befindet sich auf der Mensa.
In der Kapelle befinden sich vier gefasste Holzfiguren des mittleren 18. Jahrhunderts. Sie zeigen den heiligen Josef, den heiligen Franziskus, den heiligen Dominikus und Katharina von Siena. Eine Gedenktafel aus Holz mit der Inschrift Anno Domini 1586 / hat der Wohlgebohrene H.H. / Georg von Freindsperg / Freyherr zu Mindlheim / Herr zu Pettersperg, und / Stotzingen, Römisch Mayestätt / in Spanien Obrister etc. / Gott dem Allmächtigen zu / Lob und S. Annä zu Ehrn / dises Langhauß an die Capell / gebaut und erweüttert. ist ebenfalls in der Kapelle vorhanden. Ein Foto eines Votivbildes des 18. Jahrhunderts befindet sich in der Kapelle. Es zeigt eine Ansicht der früheren Kapelle, die vier Rundbogenfenster und einen Zwiebelturm hatte. Darüber sind der heilige Wendelin und die heilige Anna abgebildet.